# A serious thought
In seinem Zeitungsartikel a serious thought plädierte der Staatstheoretiker Thomas Paine erstmals für die Loslösung der britischen Kolonien in Nordamerika von ihrem Mutterland. Der Artikel erschien am 18. Oktober 1775 im Pennsylvania Journal unter dem Pseudonym Humanus. Zu dieser Zeit war der Amerikanische Unabhängigkeitskrieg bereits im Gange. Paine schildert in dieser Schrift die vergangenen und gegenwärtigen Grausamkeiten britischer Kolonialpolitik und vertritt die Meinung, Gott werde Amerika von Britannien trennen.
In diesem Artikel formuliert Paine erste Ideen, die Einzug in die ein knappes halbes Jahr später, am 4. Juli 1776, verabschiedeten Unabhängigkeitserklärung gefunden haben.

## Inhalt
Paine beschreibt in seinem Artikel „A serious thought“ zunächst Britanniens verschuldete Grausamkeiten in Ostindien. Er schreibt von Hungersnöten, unterdrückten Eingeborenen und von dem Luxus geopferten Prinzipien. All dies und mehr bringt Paine zu der Annahme, Gott habe Mitleid mit jenen armen Menschen und werde Britannien seiner Macht berauben.
Doch nicht nur ferne Länder wie Ostindien seien betroffen. Ostindien werde zwar gegenwärtig ausgebeutet, doch das gleiche geschehe schon seit der Entdeckung Amerikas auch durch die dortigen Kolonisten.
Zudem beschreibt Paine, wie schrecklich seiner Ansicht nach der Menschenhandel sei und beschuldigt das Mutterland jährlich unwissende Ureinwohner Afrikas zu verschleppen und zu versklaven.
Für ihn gibt es keinen Zweifel daran, dass Gott plane, Amerika von Britannien aufgrund der unzähligen grausamen Taten, die Britannien sich hat zu Schulden kommen lassen, zu trennen.
Wenn die Loslösung vom Mutterland erfolgt sei, sollen die Kolonisten nach Paine aus Dankbarkeit sowohl den Menschenhandel unterbinden als auch die schon versklavten Menschen frei lassen.

## Bedeutung und Auswirkungen
Mit dem Pseudonym Humanus appelliert Paine an die Menschlichkeit der Kolonisten und versucht sie für seine Idee, der Trennung der Kolonien vom Mutterland zu gewinnen. Dazu spricht er die Grausamkeiten Britanniens in Ostindien, die Verschleppung und Versklavung der Eingeborenen Afrikas und die Ausbeutung der Kolonien durch Steuern und Abgaben an.
Im Zuge der Erhöhung der Abgaben und Steuern ca. 1763 nach Beendigung des Siebenjährigen Krieges zwischen Britannien und Frankreich wurde den Kolonisten ihre Ausbeutung durch das britische Mutterland zunehmend bewusst. Britannien versuchte die angefallenen Kriegsschulden durch Steuern aus den nordamerikanischen Kolonien auszugleichen. Durch diese konsequente Ausbeutung und die hohe Besteuerung ohne die Berechtigung, einen Abgeordneten in das Parlament nach London entsenden zu dürfen, wuchs die Ablehnung der großbritannischen Politik seitens der Kolonisten stetig. Die Kolonisten protestierten unter der Prämisse „no taxation without representation“ gegen diverse Steuererhöhungen. Eine Aussöhnung mit dem Mutterland hielt man dennoch für möglich. Erst nach der ersten militärischen Konfrontation am 19. April 1775 bei Lexington und Concord kam Paine zu dem Schluss, dass eine Fortführung der Beziehungen zum Mutterland nicht mehr möglich sei. Dies stellt er in seinem Artikel A serious thought erstmals dar.
Im Laufe seines Artikels entwickelt Paine eine fundierte Meinung und in seinen Gedanken wächst eine Vision für die Zeit nach dem Krieg heran. Eine Vision von einem neuen, unabhängigen Staat mit freiheitlich-demokratischer Verfassung und grundlegenden Bürgerrechten. Paine fordert die Abschaffung der Sklaverei und die Befreiung der bereits Versklavten. Jedoch konnte er diesen Vorschlag nicht umsetzen und verfolgte ihn auch nicht weiter, denn die Unabhängigkeitserklärung der Vereinigten Staaten von Amerika vom 4. Juli 1776 garantierte zwar das Recht auf Leben, Freiheit und Streben nach Glück, doch diese Rechte galten ausschließlich für weiße, angelsächsische Männer. Dieses Versäumnis wurde erst hundert Jahre später im Zuge des US-Bürgerkriegs bereinigt.
Im Allgemeinen gilt Paine als einer der Gründerväter der Vereinigten Staaten von Amerika und hatte durch die Publikation seiner Ideen einen wichtigen Anteil an Formulierungen in der Unabhängigkeitserklärung, einem Dokument, das den Grundstein für eine weltweit radikale politische Umwälzung legte.